# تینترن
تینترن (به انگلیسی: Tintern) یک منطقهٔ مسکونی در بریتانیا است که در مونموت‌شر واقع شده‌است. تینترن ۸۵۳ نفر جمعیت دارد.